# 蕭明 (1914年)

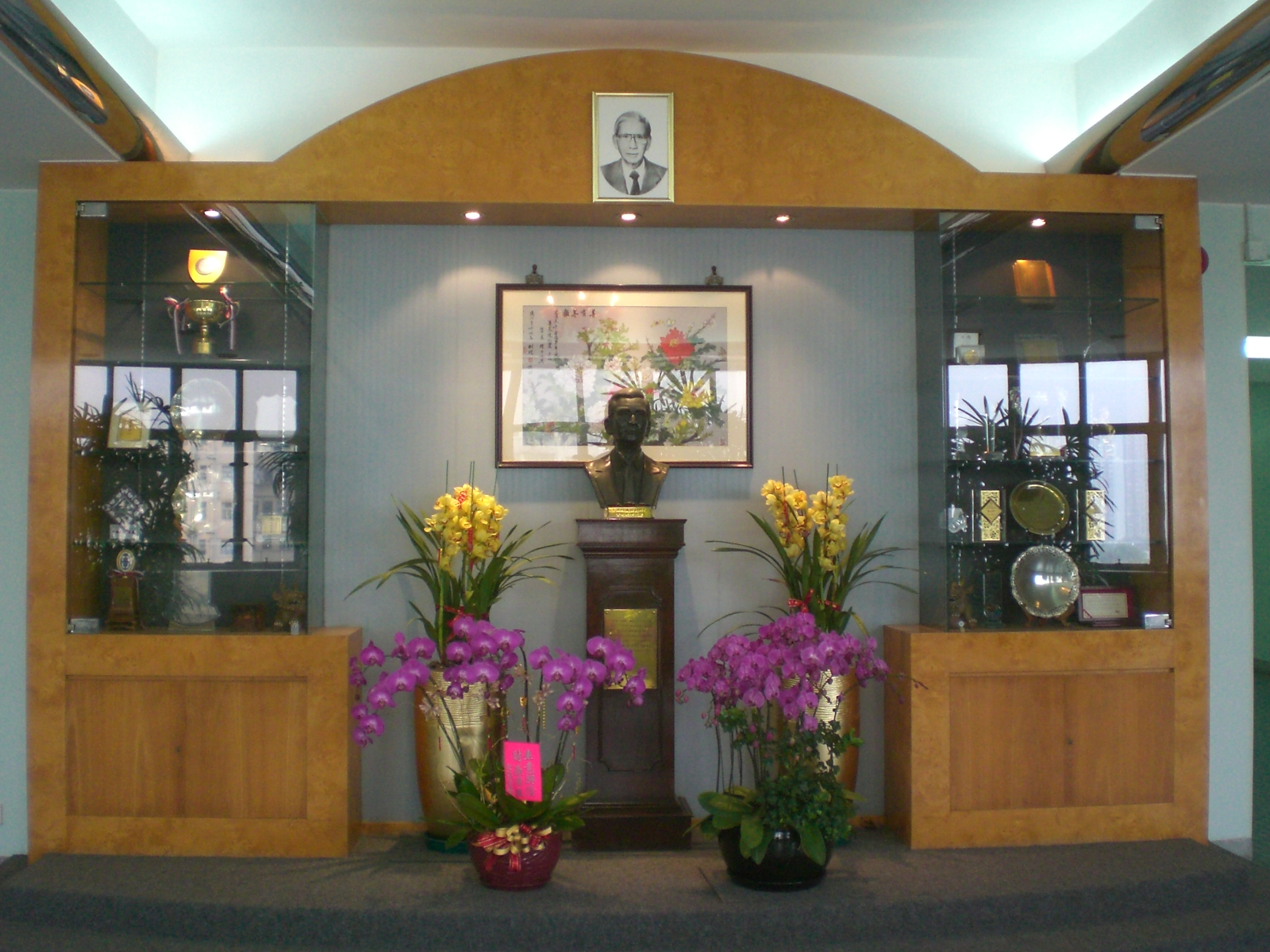
蕭明塑像，位於香港殯儀館4樓寫字樓

蕭明（英語：Siu Ming，1914年—1986年9月15日），又名蕭錫明，籍貫廣東東莞石排鎮，香港的殯儀館經營者，有「香港殯儀大王」之稱。

## 生平
祖父最早在香港開設福壽長生店（即棺材舖），其父負責經營支店。1932年其父病故，後由他繼任福壽支店經理。1950年他收購香港殯儀館，並於1966年建成新館，又與人在1959年合股創辦九龍殯儀館。他亦於1970年收購萬國殯儀館，從而壟斷了香港殯儀業。1971年，他將萬國殯儀館5樓租予東華三院經營非牟利的東華三院殯儀館。蕭亦曾經擔任鐘聲慈善社社長及東華三院總理。1979年2月1日下午4時45分，蕭明於離開九龍殯儀館時遭2人挾持上車綁架，半小時後警方於荃錦公路發現目標座駕，疑犯逃脫，救回蕭明，當晚8時在北角拘捕幕後主腦，主謀為蕭明胞弟蕭炳耀，疑為勒索金錢而綁架胞兄，同年7月25日最高法院陪審團以5比2票裁定蕭炳耀罪名不成立，當庭釋放。蕭明知悉主腦為胞弟後，大受打擊。1986年，蕭明因血管膨脹，遠赴美國三藩市進行手術，惟手術失敗，未幾因心臟病去世，終年72歲。

## 家庭
- 曾鳳群，蕭明的妻子[2]
- 蕭百成，蕭明的長子，何鸿燊元配黎婉華的女婿（何超英前夫，1981年離婚）。2011年病逝。
- 蕭志成，蕭明的次子。
- 蕭竟成，蕭明的三子。
- 蕭蘭馨，蕭明的長女。
- 蕭芷馨，蕭明的次女。
- 蕭慧馨，蕭明的三女。

## 以其命名事物
- 新界葵涌的女校天主教母佑會蕭明中學由蕭明捐款創辦。
- 新界葵涌天主教慈幼會伍少梅中學之內的「蕭明科學館」
- 保良局蕭明紀念護老院

## 資料來源
1. 1 2  . 大公報第四版. 1986年9月17日.（繁體中文）
2. 1 2  蕭錫明訃聞. 華僑日報第二張第一頁. 1986年9月21日. （繁體中文）
3. 1 2 3 4  . 經濟通. 2015年5月14日  [2016年4月30日]. （原始内容存档于2016年5月31日）.（繁體中文）
4. ↑  . 華僑日報第二張第二頁. 1966年9月6日.（繁體中文）
5. ↑  . 華僑日報第二張第二頁. 1959年5月22日.（繁體中文）
6. ↑  . 華僑日報第二張第四頁. 1974年1月15日.（繁體中文）
7. 1 2 3 4  . 華僑日報第四張第四頁. 1979年7月26日.（繁體中文）